# Георги Сучев
Георги Сучев (Белица, Пиринска Македонија, Бугарска, 27 октобар,1928, — Белица, Пиринска Македонија, Бугарска, 23 март, 1948) - македонски борац за уједињену и независну Македонију.

## Биографија
Гимназију је завршио у Светом Врачу (данас Сандански). Георги је био пример Македонца са јако израженом националном самосвести. Још као малолетан постао је четник под вођством Герасима Тодорова. Испољава се као један од њених најревноснијих бораца, бескомпромисан према комунистима и држави Бугарској уопште.
Његов саборац и познаник Крум Монев описао га је као прерано остарјелог, а ипак младог човека. Његова схватања и начин размишљања били су зрели као код старца, а не као код шеснаестогодишњег дечака. Сучев је имао ретке менталне способности за своје године, са чиме су се слагали и многи други четници из Герасимове чете. Георги је добро познавао историју Македоније и македонско питање. Сматран је за веома храброг и жестоког борца за идеју за коју се борио.
„Нисам дошао овде да се борим за Бугарију и Бугаре, дошао сам да гинем за мајку Македонију!“ Нисам бацио школску торбу и зграбио свој карабин, ранац и патроне зарад Бугарске, не патим сада за славу Бугарске, него само за Македонију!“ - Георги Сучев
Герасим Тодоров је у своју чету примио неколико пребега из фашистичке војске Бугарске који су такође учествовали у окупацији Македоније, чиме му је Георги отворено и храбро показао да их прихвата сувише лако и без провере у редове своје чете.
Сам Крум Монев, не верујући својим ушима са каквом је жестином бранио македонско питање пред вођом своје чете (Герасимом Тодоровом), говорећи му тешке речи да ова чета не сме да има везе ни са Бугарском ни са Бугарима, већ је само циљ слобода Македоније. Да су ти бугарски фашисти исти као што су некада били врховисти. Он је Герасиму поставио јасан ултиматум:
„Нека ови Турко-Татари схвате нешто од наше трагедије, нека осете на својим леђима нешто од онога што је Македонија вековима носила на својим плећима! Разуми ме добро, не могу више да их гледам и не могу да их поднесем, мука ми је од њих! Или они или ја!“ - Георги Сучев

## Одвајање од чете и његова смрт
После овог раздора са четом одвојио се од Герасимове групе, који га је убедио да Бугари нису део чете већ да ће је напустити чим нађу погодан тренутак. Гимназијалац Георги Сучев - Гошка из Горне Белице стигао је до родног села и целу недељу га је крила једна турска породица. Међутим издат је када се доселио код родбине. Када је сазнао за издају извадио је пиштољ и пуцао себи у главу. Петар Грков - Пецето из села Брежани себи је одузео живот пошто је схватио да нема шансе да побегне полицији. Александар Султов, Веселин Михаилов и Марко Ангов завршили су живот на другачији начин. Предао их је Тома Маникатов из села Плоски након чега су живи спаљени у селу Шарена Скала на Плошкој планини.
У његовом родном месту Белица, данас познатом као Илинденци, подигнут је споменик у његову част.